# Lower Paunglaung Dam
Lower Paunglaung Dam är en dammbyggnad i Myanmar.   Den ligger i regionen Mandalayregionen, i den centrala delen av landet, 22 km öster om huvudstaden Naypyidaw. Lower Paunglaung Dam ligger 98 meter över havet.
Terrängen runt Lower Paunglaung Dam är kuperad österut, men västerut är den platt. Runt Lower Paunglaung Dam är det ganska tätbefolkat, med 160 invånare per kvadratkilometer. Närmaste större samhälle är Pyinmana, 14,4 km väster om Lower Paunglaung Dam. Omgivningarna runt Lower Paunglaung Dam är en mosaik av jordbruksmark och naturlig växtlighet.